# Vlastimil Lada-Sázavský
Vlastimil Lada-Sázavský (ur. 31 marca 1886 w Pradze, zm. 22 kwietnia 1956 tamże) – szermierz reprezentujący Królestwo Czech, brązowy medalista olimpijski.
Na olimpiadzie w Atenach w 1906 roku wystąpił w turnieju floretu indywidualnego, w którym odpadł w pierwszej rundzie. Na rozgrywanych dwa lata później igrzyskach olimpijskich w Londynie razem z Františkiem Duškiem, Vilémem Goppoldem von Lobsdorfem, Otakarem Ladą i Bedřichem Schejbalem zajął też trzecie miejsce w turnieju drużynowym. W turnieju indywidualnym odpadł w drugiej rundzie. Startował również w szpadzie, w której był piąty drużynowo, a indywidualnie odpadł w drugiej rundzie. Został także zgłoszony do startu na igrzyskach olimpijskich w Paryżu w 1924 roku, jednak ostatecznie nie wystąpił w żadnej konkurencji. 
Nie zdobył medalu mistrzostw świata.
Inny czeski szermierz, Otakar Lada, był jego bratem.